# Central do Brasil (Río de Janeiro)
Central do Brasil es una zona del centro de la ciudad de Río de Janeiro, Brasil. Comprende la zona del entorno de la estación de trenes Central de Brasil. Al no ser oficialmente un barrio de la ciudad, sus límites son imprecisos y no oficiales. Se ubica en el límite del barrio del centro con el barrio de Gamboa junto a la Avenida Presidente Vargas.